# Sinopoda campanacea
Sinopoda campanacea là một loài nhện trong họ Sparassidae. S. campanacea được Jia-Fu Wang miêu tả năm 1990.